# Now I'll Tell One
Pour plus de détails, voir Fiche technique et Distribution.
Now I'll Tell One est un film de procès muet américain réalisé par James Parrott sorti 1927. 
Le film fait partie de la série des films de Charley Chase dans lequel Stan Laurel et Oliver Hardy y jouent chacun séparément un rôle et le film est actuellement incomplet. 

## Synopsis
Charlie se retrouve devant le tribunal qui doit statuer sur son divorce. Sa femme tisse de lui un portrait bien noir et raconte à la cour toutes les misères dont elle fut la victime. Le film retrace son récit qui apparaît peu crédible et fortement exagéré, mais l’avocat de Charlie est un incapable bien plus préoccupé par le dysfonctionnement de sa montre que par l’affaire en cours !
Lorsqu’un spectateur rendu furieux par le discours de son épouse prend physiquement à partie Charley, cette dernière descend du prétoire pour le défendre et les époux finissent alors par se réconcilier pendant que le juge classe l'affaire.

## Fiche technique
- Titre original : Now I'll Tell One
- Réalisation : James Parrott
- Producteur : Hal Roach
- Société de production : Hal Roach Studios
- Société de distribution : Pathé Exchange
- Pays de production :  États-Unis
- Langue : intertitres en anglais
- Format : Noir et blanc - 35 mm - 1,37:1  -  Muet
- Genre : Comédie
- Longueur : deux bobines
- Dates de sortie : 
  - États-Unis 5 octobre 1927

## Distribution
- Charley Chase : Charlie
- Edna Marion : son épouse
- Stan Laurel : l'avocat de Charlie
- Will Walling : le juge
- Oliver Hardy : un policier dans le récit de l'épouse

## Autour du film
Le film très incomplet  a longtemps été considéré comme un film dans lequel jouait uniquement Stan Laurel jusqu'à la découverte en 1989 d'une copie plus complète dans laquelle apparaît brièvement Oliver Hardy jouant le rôle d'un policier.